# Extreme Rules 2017
Extreme Rules 2017 è stata la nona edizione dell'omonimo evento in pay-per-view prodotto annualmente dalla WWE. L'evento, esclusivo del roster di Raw, si è svolto il 4 giugno 2017 alla Royal Farms Arena di Baltimora (Maryland).

## Storyline
Il 30 aprile, a Payback, gli Hardy Boyz (Jeff Hardy e Matt Hardy) hanno difeso con successo il Raw Tag Team Championship contro Cesaro e Sheamus, con questi ultimi che hanno attaccato nel post match i campioni. Nella puntata di Raw dell'8 maggio Cesaro e Sheamus hanno vinto un Tag Team Turmoil match per determinare i contendenti nº1 al Raw Tag Team Championship degli Hardy Boyz eliminando Luke Gallows e Karl Anderson, Heath Slater e Rhyno, Enzo Amore e Big Cass e i Golden Truth (Goldust e R-Truth). Un rematch titolato per il Raw Tag Team Championship tra gli Hardy Boyz e Cesaro e Sheamus è stato dunque annunciato per Extreme Rules; dopo che Matt Hardy ha sconfitto Sheamus nella puntata di Raw del 22 maggio il match di Extreme Rules è stato trasformato in uno Steel Cage match.
Nella puntata di Raw del 1º maggio The Miz ha sconfitto Finn Bálor e Seth Rollins (grazie anche all'intervento di Bray Wyatt ai danni di Bálor e di Samoa Joe ai danni di Rollins), diventando il contendente nº1 all'Intercontinental Championship di Dean Ambrose. Nella puntata di Raw del 15 maggio The Miz ha sconfitto Dean Ambrose per squalifica ma quest'ultimo ha comunque mantenuto il titolo. Dopo una lamentela di The Miz al General Manager Kurt Angle è stato sancito un incontro per Extreme Rules valevole per l'Intercontinental Championship, dove qualora Ambrose perdesse per squalifica perderebbe automaticamente il titolo.
Il 2 aprile, a WrestleMania 33, Neville ha difeso con successo il WWE Cruiserweight Championship contro Austin Aries. Il successivo rematch titolato, a Payback, è terminato con la vittoria di Aries seppur per squalifica e senza dunque il cambio di titolo. Un Submission match titolato tra i due è stato dunque sancito per Extreme Rules.
A Payback Alexa Bliss ha sconfitto Bayley conquistando il Raw Women's Championship. Nella puntata di Raw del 15 maggio Alexa ha attaccato Bayley con una Kendo Stick e il General Manager Kurt Angle ha dunque sancito un rematch titolato tra le due in un Kendo Stick-on-a-Pole match.
Dopo che Braun Strowman (che aveva sfidato Brock Lesnar per l'Universal Championship) ha subito un infortunio al gomito che lo terrà fuori dalle scene per sei mesi, il General Manager Kurt Angle ha sancito un Extreme Rules Fatal 5-Way match per determinare il contendente nº1 all'Universal Championship di Lesnar tra Bray Wyatt, Finn Bálor, Roman Reigns, Samoa Joe e Seth Rollins.
Nella puntata di Raw del 29 maggio è stato annunciato che Rich Swann e Sasha Banks affronteranno Noam Dar e Alicia Fox ad Extreme Rules, dopo che da entrambe le parti ci sono state delle faide incrociate.

## Risultati
| #       | Incontri                                                                   | Stipulazioni                                                                   | Durata |
| ------- | -------------------------------------------------------------------------- | ------------------------------------------------------------------------------ | ------ |
| Kickoff | Kalisto ha sconfitto Apollo Crews (con Titus O'Neil)                       | Single match                                                                   | 09:40  |
| 1       | The Miz (con Maryse) ha sconfitto Dean Ambrose (c)                         | Single match per il WWE Intercontinental Championship                          | 20:00  |
| 2       | Rich Swann e Sasha Banks hanno sconfitto Noam Dar e Alicia Fox             | Mixed tag team match                                                           | 06:20  |
| 3       | Alexa Bliss (c) ha sconfitto Bayley                                        | Kendo stick-on-a-pole match per il WWE Raw Women's Championship                | 05:10  |
| 4       | Il Bar ha sconfitto gli Hardy Boyz (c)                                     | Steel cage match per il WWE Raw Tag Team Championship                          | 15:00  |
| 5       | Neville (c) ha sconfitto Austin Aries                                      | Submission match per il WWE Cruiserweight Championship                         | 17:35  |
| 6       | Samoa Joe ha sconfitto Bray Wyatt, Finn Bálor, Roman Reigns e Seth Rollins | Fatal five-way match per determinare lo sfidante al WWE Universal Championship | 28:00  |